# Ammophila vulcania
Ammophila vulcania là một loài côn trùng cánh màng trong họ Sphecidae, thuộc chi Ammophila. Loài này được du Buysson miêu tả khoa học đầu tiên năm 1897.